# Бехтеев, Александр Алексеевич
Александр Алексеевич Бехтеев или Бахтеев (1 апреля 1795, Покровский уезд Владимирской губернии — 10 января 1849) — камергер, действительный статский советник, радомский гражданский губернатор (18.02.1839—28.03.1845), участник Заграничной кампании против Наполеона 1813—1814 годов, мемуарист.

## Биография
Представитель владимирской ветви русского дворянского рода Бехтеевых. Единственный сын надворного советника Алексея Алексеевича Бехтеева (05.02.1763—1826) от брака его с Пелагеей Ивановной Чернцовой (22.02.1772—08.04.1847). Получил домашнее воспитание в родительском имении в Дубках, где, по словам князя И. М. Долгорукова, «царила роскошь, театр, музыка, фейерверки и балы», и в честь хозяев им были написаны стишки «Дубки». По отзыву Н. Гольц-Миллера, глава семьи Бехтеев «был страшный самодур и деспот, все домашние его боялись. Огромный дом его, где на каждом шагу изящество было перемешено с безвкусием, был полон дармоедов. Всем им хозяин-хлебосол не жалел куска хлеба, но зато и обращался крайне бесцеремонно».
В июле 1812 года поступил в Московский университет. Участник наполеоновских войн. После нападения Наполеона вступил в армию и в январе 1813 года произведён корнетом в конный полк Костромского ополчения и назначен адъютантом к генерал-лейтенанту П. Г. Бардакову. Отличился при осаде крепости Глогау. В августе того же года переведён адъютантом во 2-й пехотный полк Костромского ополчения. 20 февраля 1814 года отправлен курьером к императору Александру I и оставлен при Главной квартире. 4 марта 1814 года переведён в Орденский кирасирский полк.
Вернулся из Франции на родину со своим полком, а 19 июня 1814 года вновь выступил в поход во Францию и участвовал в параде наполеоновских победителей при Вертю, после чего вернулся с полком в Россию. В декабре 1815 года переведён в Кавалергардский полк. 1 июня 1816 года назначен шефским адъютантом к командующему Гвардейским корпусом, его императорского величества генерал-адъютанту, члену Государственного совета, шефу Кавалергардскаго полка генералу от кавалерии Ф. П. Уварову. С 1817 года — поручик, в 1819 году получил чин штабс-ротмистра, в 1821 году сопровождал Уварова во время Лайбахского конгресса, в 1822 году — ротмистр. В ноябре 1823 года в связи с болезнью был уволен с военной службы.
С чином коллежского советника причислен к Коллегии иностранных дел, и 6 декабря 1823 года пожалован камергером. С 31 декабря 1825 года находился при особе Его Величества по делам Собственной Е. В. Канцелярии. В 1828 году уволен по болезни в отпуск за границу на полгода. В 1829 году пожалован перстнем с вензелем Государя и произведён в статские советники.
В ноябре 1830 года назначен управляющим канцелярией генерал-адъютанта Я. А. Потёмкина, временного Подольского и Волынского генерал-губернатора. После смерти Потёмкина в 1831 году и назначения на его место В. В. Левашева, Бехтеев был командирован в Каменец-Подольск для изучения обстановки в обществе в губернии и обеспечения провиантом действующей армии.
Затем в связи с холерой назначен ответственным по борьбе с эпидемией в районе Петергофской дороги. Позже был членом комиссии для исследования бунта в военных поселениях Новгородской губернии, но через некоторое время из-за тяжелой болезни, получил разрешение возвратиться из Новгорода в Санкт-Петербург.

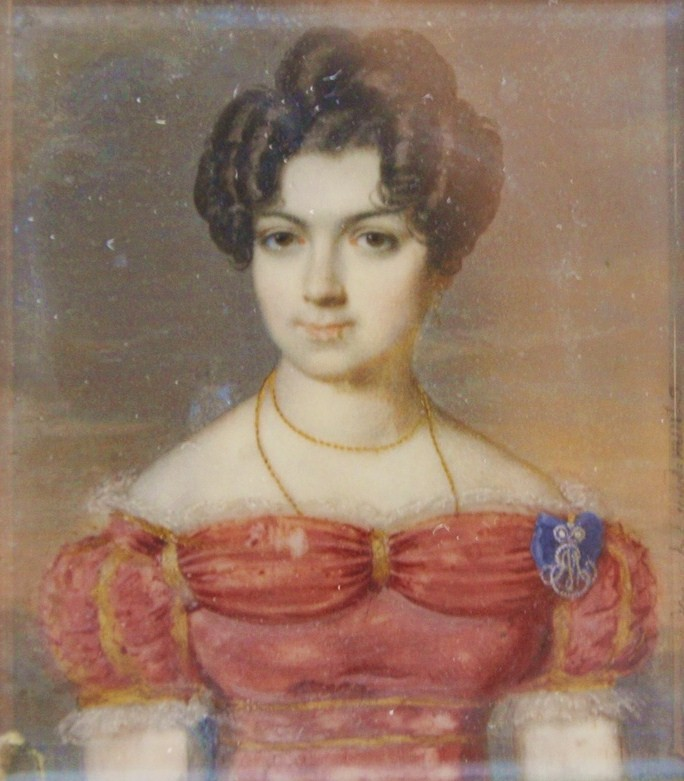
Прасковья Григорьевна

Для излечения болезни в мае 1832 года Бехтеев был уволен и выехал за границу, где находился до конца 1836 года. 18 февраля 1839 года был назначен Радомский гражданским губернатором, исполнял эту должность до 28 марта 1845 года. Похоронен в Донском монастыре в Москве (могила не сохранилась).
Жена (с 26 января 1825 года) — Прасковья Григорьевна Демидова (18.07.1798—02.07.1848), фрейлина двора (1823), дочь богача Григория Демидова, внучка крупного сановника князя П. В. Лопухина. В начале октября 1824 года К. Я. Булгаков писал брату: «Бахтеев женится на старшей дочери гофмейстера Демидова и только что получил согласие отца, матери и самой невесты. Сегодня пишет он к своему отцу, в согласии коего отнюдь не сомневается. Дай Бог ему: добрый малый». Венчались в Петербурге в церкви Вознесения Господня при Адмиралтейских слободах, поручителями по жениху были граф А. И. Соллогуб и А. В. Васильчиков; по невесте — её дед князь П. В. Лопухин и брат А. Г. Демидов. Последние годы жизни Бехтеева проживала в Одессе, где и скончалась.